# Инноченти, Марко
Ма́рко Инноче́нти (итал. Marco Innocenti; род. 16 августа 1978, Прато) — итальянский стрелок, специализирующийся в дисциплине дубль-трап. Призёр Олимпийских игр, многократный чемпион мира и Европы. Участник трёх Олимпиад. Сестра Надя Инноченти тоже стрелок.

## Карьера
Спортивную карьеру Марко Инноченти начал в 1992 году. Успешно выступал на юниорском уровне: в 1997 и 1998 годах становился чемпионом мира в своей возрастной группе, а в 1996 и 1997 годах выигрывал аналогичные европейские первенства.
Первую победу на взрослом уровне одержал в 1999 году на этапе Кубка мира в Никосии. В 2000 году на предолимпийских соревнованиях в Сиднее занял третье место, но на самой Олимпиаде показал восьмой результат в квалификации и не пробился в финальный раунд.
На Олимпиаде в Афинах из 150 целей поразил только 127 и занял 17-е место.
После участия в двух Олимпийских играх пропустил две следующие Олимпиады (в Лондоне был запасным). Спустя 12 лет после Олимпиады в Афинах выступил на Играх в Рио-де-Жанейро. В квалификации дубль-трапа он занял пятое место, поразив 136 мишеней, в полуфинале ошибся трижды, заняв второе место, позволявшее пройти в финальную дуэль. Там Инноченти со счётом 24-26 уступил кувейтскому стрелку Фейхайду Аль-Дихани и завоевал серебряную медаль.